# Stereophyllum favaroi
Stereophyllum favaroi là một loài rêu trong họ Stereophyllaceae. Loài này được Tosco & Piovano mô tả khoa học đầu tiên năm 1956.